# 스플래시 앤 버블스
《스플래시 앤 버블스》(Splash and Bubbles)는 미국의 컴퓨터 애니메이션 텔레비전 시리즈이다.
대한민국에서, 넷플릭스로 시청할 수는 있다.

## 캐스트

### 주연 (한국어 더빙)
- 정주원 - 스플래시 역
- 문유정 - 버블스 역
- 이동훈 - 덩크 역
- 이유리 - 리플 역